# Relaxed Muscle
Relaxed Muscle é uma dupla inglesa de electro formada em 2002 por Jarvis Cocker do Pulp e Jason Buckle do All Seeing I.
No início de 2003, Relaxed Muscle começou a fazer shows. Cocker e Buckle mantiveram o anonimato assumindo os alter-egos "Darren Spooner" e "Wayne Marsden" respectivamente. Autodenominando-se "o som do jovem Doncaster",  Darren afirmou ter conhecido Wayne "plantando flores" enquanto prestava serviço comunitário por roubo.  Sua criminalidade fictícia se encaixou bem no projeto, com suas canções sobre sexo, jogos de azar e violência doméstica complementando o personagem depravado de Relaxed Muscle.
Enquanto estava no palco como Darren Spooner, Cocker começou a cortar madeira balsa no caratê e quebrar garrafas de vidro de açúcar em outros membros da banda. 
No entanto, logo o disfarce de Cocker e Buckle foi descoberto enquanto faziam um show em Londres, apesar de usarem maquiagem completa nos olhos e ternos de esqueleto.  Mesmo com suas identidades reveladas, a banda continuou fazendo shows, aproveitando seu som eletrônico para tocar em clubes como Trash em 20 de outubro de 2003.
Relaxed Muscle pareceu desaparecer após o lançamento do álbum em 2003. Pulp permaneceu em um hiato. No entanto, Cocker e Buckle trabalharam na trilha sonora de Harry Potter e o Cálice de Fogo, que foi lançado em novembro de 2005 e desde então trabalharam juntos no álbum solo de Cocker, Jarvis (2006). 
De 5 a 8 de abril de 2012, Relaxed Muscle apareceu como parte de um evento especial intitulado "Who's Zoo?" criado pelo coreógrafo britânico Michael Clark. O evento contou com música acompanhada por dançarinos – profissionais e voluntários não treinados – além de iluminação e projeções especiais. O New York Times revisou a primeira noite e informou que Relaxed Muscle tocou quatro das seis músicas do show com "The Heavy", "Let It Ride", "Beastmaster" e um bis de "B-Real" de seu álbum A Heavy Nite Com...

## Discografia

### Álbuns
- A Heavy Nite With... (2003) - No. 13 UK Indie Albums Chart

### Singles/EPs
- Heavy EP (2003) - No. 135 UK Singles Chart
  1. "The Heavy"
  2. "Rod of Iron"
  3. "Branded!"
- Billy Jack/Sexualized (2003)
  1. "Billy Jack"
  2. "Sexualized"
  3. "Year of the Dog"